# Doris Haas
Doris Haas (Gengenbach, 27 de diciembre de 1964) es una deportista alemana que compitió para la RFA en tiro con arco, en la modalidad de arco recurvo.
Ganó dos medallas en el Campeonato Mundial de Tiro con Arco al Aire Libre, en los años 1983 y 1985, una medalla de plata en el Campeonato Europeo de Tiro con Arco al Aire Libre de 1986 y una medalla de bronce en el Campeonato Europeo de Tiro con Arco en Sala de 1989.
Participó en dos Juegos Olímpicos de Verano, en los años 1984 y 1988, ocupando el sexto lugar en Seúl 1988, en la prueba de equipo.

## Palmarés internacional
| Campeonato Mundial al Aire Libre | Campeonato Mundial al Aire Libre | Campeonato Mundial al Aire Libre | Campeonato Mundial al Aire Libre |
| Año                              | Lugar                            | Medalla                          | Prueba                           |
| -------------------------------- | -------------------------------- | -------------------------------- | -------------------------------- |
| 1983                             | Los Ángeles (Estados Unidos)     | Medalla de plata                 | Equipo                           |
| 1985                             | Seúl (Corea del Sur)             | Medalla de bronce                | Equipo                           |
| Campeonato Europeo al Aire Libre |                                  |                                  |                                  |
| Año                              | Lugar                            | Medalla                          | Prueba                           |
| 1986                             | Esmirna (Turquía)                | Medalla de plata                 | Equipo                           |
| Campeonato Europeo en Sala       |                                  |                                  |                                  |
| Año                              | Lugar                            | Medalla                          | Prueba                           |
| 1989                             | Atenas (Grecia)                  | Medalla de bronce                | Equipo                           |